# Kondratij Rylejev

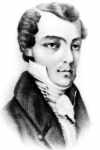
Kondratij Rylejev.

Kondratij Fjodorovitj Rylejev (ryska Кондратий Фёдорович Рылеев), född 18 september enligt gamla stilen (29 september enligt nya stilen) 1795, död 13 juli enligt gamla stilen (25 juli enligt nya stilen) 1826, var en rysk poet, samhällsaktivist, dekabrist och en av dekabristupprorets fem ledare (1825) för vilket han blev avrättad.
Kondratij Rylejev föddes i byn Batovo (som numera ligger i Gattjinadistriktet i Leningrad oblast) i en adlig familj. Han var son till Fjodor Andrejevitj Rylejev (1746-1814). Mellan 1801 och 1814 studerade han i Sankt Petersburgs 1:a kadettkår och deltog i den ryska arméns internationella fälttåg 1814-1815 under Napoleonkrigen. Han lämnade armén 1818, tjänstgjorde från och med 1821 som ordförande i Sankt Petersburgs kriminaldepartement och från 1824 som kansliledare i "Rysk-amerikanska kompaniet".
År 1820 skrev han ett berömt satiriskt ode. Året därpå gick han med i "Fria sällskapet för entusiaster av det ryska ordet". 1823-1825 gav Rylejev tillsammans med Aleksandr Aleksandrovitj Bestuzjev ut en årlig skrift som hette "Polstjärnan".
År 1823 blev han medlem i dekabristföreningen "Norra sällskapet" och blev sedermera ledare för dess mest radikala falang. Till en början höll han sig till moderata konstitutionellt-monarkistiska värderingar, men blev så småningom anhängare av den republikanska ordningen. Rylejev var en av dekabristupprorets huvudorganisatörer. Han blev avrättad den 25 juli 1826 i Peter-Paulfästningen tillsammans med fyra andra upprorsledare (Pavel Ivanovitj Pestel, Sergej Ivanovitj Muravjov-Apostol, Michail Pavlovitj Bestuzjev-Rjumin och Pjotr Grigorjevitj Kachovskij). Han sista ord innan han hängdes riktade sig till prästen och löd: "Fader, be en bön för våra syndiga själar, glöm ej min hustru och välsigna min dotter".